# درخشش ابدی (آلبوم)
درخشش ابدی (انگلیسی: Eternal Sunshine) هفتمین آلبوم استودیویی خواننده آمریکایی آریانا گرانده است. این آلبوم در ۸ مارس ۲۰۲۴ از طریق ریپابلیک رکوردز منتشر شد. گرانده در تهیهٔ این آلبوم با تهیه‌کنندگانی مانند مکس مارتین و ایلیا سلمان‌زاده همکاری کرد. درخشش ابدی آلبومی پاپ و آراندبی با تأثیراتی از موسیقی رقص، به‌ویژه سینث-پاپ و هاوس است.
گرانده عنوان این آلبوم را از فیلم عاشقانهٔ علمی تخیلی آفتاب ابدی یک ذهن پاک (۲۰۰۴) گرفت. او این آلبوم را به‌عنوان اثری هم از آسیب‌پذیری و هم از سرگرمی، با الهام از تجربیات زندگی شخصی خود به وجود آورد. پس از انتشار، شماری از منتقدان موسیقی درخشش ابدی را بابت موسیقی و آواز ملایم گرانده و آسیب‌پذیری احساسی موضوع مورد بحث آن تحسین کردند، در حالی که برخی از انتقادها، سبک ترانه‌سرایی را ناخالص عنوان کردند.
درخشش ابدی در ایالات متحده در هفتهٔ نخست انتشار به صدر جدول بیلبورد ۲۰۰ رسید و ششمین آلبوم شماره یک گرانده در این جدول شد. تک‌آهنگ‌های آلبوم، «آره، و؟» و «نمی‌تونیم دوست باشیم (منتظر عشقت باش)»، نیز همان ابتدا در صدر بیلبورد هات ۱۰۰ قرار گرفتند و گرانده را به هنرمند زن با بیشترین آغاز به کار در صدر جدول هات ۱۰۰ تبدیل کرد. درخشش ابدی در ده کشور دیگر به صدر جدول فروش آلبوم‌ها راه یافت.

## زمینه

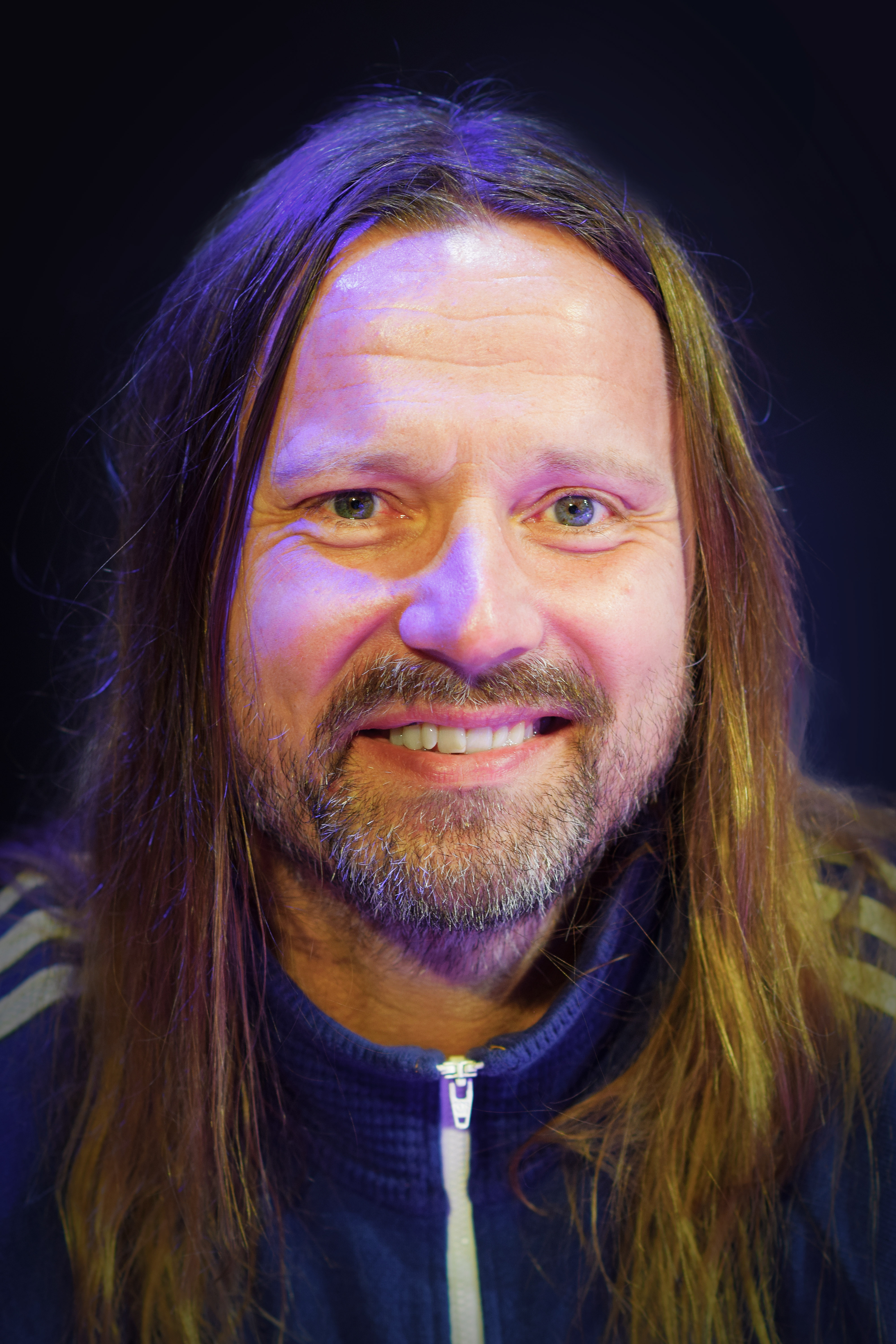
مکس مارتین تهیه‌کنندهٔ ۱۱ قطعه در درخشش ابدی بود.

در ۱۲ مه ۲۰۲۲، ۱۹ ماه پس از انتشار ششمین آلبوم استودیویی‌اش موقعیت‌ها (۲۰۲۰)، آریانا گرانده اعلام کرد که تا زمانی که فیلمبرداری شرور (۲۰۲۴) به پایان نرسد، آلبوم دیگری ضبط نخواهد کرد. در اکتبر ۲۰۲۳، او برای نخستین بار به شوخی با ارسال «"ag7: goat mother» در کپشن اینستاگرام به آلبوم آیندهٔ خود اشاره کرد. مجموعه‌ای از تصاویر شامل عکسی از او با تهیه‌کننده و همکار قدیمی مکس مارتین در جانگل سیتی استودیوز نیز منتشر شد.
در ۷ دسامبر و ۱۷ دسامبر، گرانده مجموعه‌ای از تصاویر و کلیپ‌های ویدئویی شامل کار در استودیوی ضبط به اشتراک گذاشت. برخلاف آلبوم‌های قبلی، او آشکارا اعلام کرد که هیچ قطعه کوتاه یا اطلاعات جزئی در مورد ترانه‌های آینده وجود نخواهد داشت. در ۲۷ دسامبر، او از طریق رسانه‌های اجتماعی خود انتشار آلبوم برای سال ۲۰۲۴ را تأیید کرد. او چرخ فلکی از ویدئوها را در اینستاگرامش منتشر کرد که نشان می‌دهد او در یک استودیوی ضبط گریه می‌کند و مادرش جوآن در حال رقصیدن با ترانهٔ جدیدی از او، در میانِ دیگران، است. او زیر این پست نوشت: «سال آینده می‌بینمت» و چندین اکانت از جمله موسیقی‌دان سوئدی ایلیا سلمان‌زاده، کارگردان موزیک ویدیو کریستین برسلائر و ریپابلیک رکوردز را تگ کرد.
در ۱۷ ژانویه ۲۰۲۴، گرانده آلبوم، عنوان رسمی آن یعنی درخشش ابدی و تاریخ انتشار را از طریق رسانه‌های اجتماعی خود اعلام کرد.

## مفهوم‌آفرینی
گرانده درخشش ابدی را «نوعی آلبوم مفهومی» توصیف کرد که دارای «قطعات تشدیدیافتهٔ گوناگون از یک داستان، از یک تجربه» است. او توضیح داد که این اثر ترانه‌های «واقعاً آسیب‌پذیر» تا ترانه‌های شاد را دربر می‌گیرد. این ترانه‌ها شاهد پیروی از «آنچه که مردم به نوعی از من انتظار دارند که باشم و با آن سرگرم شوند» است.
وندی گلدشتاین، رئیس مشترک ریپابلیک رکوردز، این اثر را «نسخه‌ای عالی» از آلبوم‌های پیشین گرانده توصیف کرد و آن را تجسمی از «شیرین‌کننده به ملاقات [...] ممنون، بعدی می‌رود» نامید.

## ضبط و تولید
گرانده در ویدئویی که در رسانه‌های اجتماعی خود از پیش‌نمایش برخی از ترانه‌های آلبوم برای پرسنل ریپابلیک رکوردز به اشتراک گذاشته شد، اعلام کرد که «[به استودیو] آمد» و در سپتامبر ۲۰۲۳ کار بر روی این آلبوم را آغاز کرد – یعنی پس از اعتصابات ۲۰۲۳ سگ-افترا که باعث توقف فیلمبرداری شرور شد. او همچنین اعلام کرد که برای چند هفته با مکس مارتین کار کرده و تولید را نیز به تنهایی انجام داده‌است. ضبط و سازآرایی آواز «درخور» در نوامبر انجام شد. کار بر روی آلبوم در اواخر دسامبر ۲۰۲۳ به پایان رسید.
گرانده با اشاره به دوره ساخت درخشش ابدی اظهار داشت که «چیزها به نوعی فقط بیان می‌شدند و خیلی سریع اتفاق می‌افتادند».

## ساختار
درخشش ابدی آلبومی پاپ و آراندبی و دارای عناصر موسیقی رقص، به‌ویژه سینث-پاپ وهاوس است. هلن براون از ایندیپندنت آن را آلبوم پاپی با صدای آرام توصیف کرد که از سینث‌سایزر، سیم و گیتار بی صدا تشکیل شده‌است. جم اسود از ورایتی احساس کرد که مارتین و سلمان‌زاده آلبوم را با «حال و هوا و ساختار بسیار سوئدی» با الهام از پاپ کلاسیک ترکیب کرده‌اند، که سبکی غیرمعمول برای موسیقی‌دانان «انگلیسی-آمریکایی» است. از نظر اشعار، این آلبوم آمیزه‌ای از مضامین «فوق‌العاده بی‌پروا و کاملاً خودکوچک‌بین» است که از روابط شخصی گرانده الهام گرفته شده‌است. بیلبورد آن را اثری درون‌نگرانه توصیف کرد که در آن گرانده عمیقأ در مورد ورود به دههٔ سوم زندگی فکر می‌کند.

## انتشار و تبلیغ
ریپابلیک رکوردز درخشش ابدی را در ۸ مارس ۲۰۲۴ منتشر کرد. این آلبوم از طریق استریم، دانلود، پنج نوع سی‌دی و شش نوع وینیل ال‌پی منتشر شد. پیش‌سفارش‌ها از ۱۷ ژانویه، روز اعلامیهٔ آلبوم آغاز شد.

### عنوان و طرح روی جلد
عنوان آلبوم اشاره‌ای به فیلم آفتاب ابدی یک ذهن پاک (۲۰۰۴) است. جیم کری که گرانده طرفدارش است، در این فیلم بازی می‌کند. عنوان درخشش ابدی از طریق دو ایستر اگ به نمایش گذاشته شد. نخستین مورد در صحنه ابتدایی موزیک ویدئوی «آره، و؟» بود. مورد دوم زمانی بود که گرانده چند سطر از شعر الویسا به آبلارد اثر الکساندر پوپ که شامل «درخشش ابدی ذهن پاک!» می‌شد را در اینستاگرام خود به اشتراک گذاشت.

### تک‌آهنگ‌ها
«آره، و؟»، تک‌آهنگ آغازین آلبوم، در ۱۲ ژانویه ۲۰۲۴ از طریق سرویس‌های استریم و دیگر فرمت‌های فیزیکی منتشر شد. این ترانه در هفتهٔ نخست انتشار به صدر جدول بیلبورد هات ۱۰۰ رسید و هشتمین تک‌آهنگ شماره یک گرانده در ایالات متحده بود. چندین نسخه و میکس از این ترانه منتشر شد، از جمله یک ریمیکس با حضور ماریا کری در فوریه همان سال.
دهمین قطعه در آلبوم، «نمی‌تونیم دوست باشیم (منتظر عشقت باش)» به‌عنوان دومین تک‌آهنگ آلبوم در ۸ مارس ۲۰۲۴ همراه با موزیک ویدیو منتشر شد. این ترانه هم در صدر بیلبورد هات ۱۰۰ آغاز به کار کرد و نهمین نامبروان او در این جدول شد. این قطعه همچنین هفتمین ترانهٔ گرانده بود که همان ابتدا به صدر هات ۱۰۰ می‌رسد. با این کار، گرانده از تیلور سوئیفت به عنوان زنی با بیشترین آغاز به کار در صدر جدول پیشی گرفت و نخستین زنی شد که دو آلبوم با چندین تک‌آهنگ شماره یک داشت.

## بازخورد انتقادی
| بررسی جمعی      | بررسی جمعی |
| منبع            | رتبه‌بندی   |
| --------------- | ---------- |
| انی‌دیسنت‌میوزیک؟ | ۷٫۵/۱۰     |
| متاکریتیک       | ۸۳/۱۰۰     |
| بررسی انتقادی   |            |
| منبع            | رتبه‌بندی   |
| آل‌میوزیک        | [ ۴۰ ]     |
| The Arts Desk   | [ ۴۱ ]     |
| دیلی تلگراف     | [ ۴۲ ]     |
| گاردین          | [ ۴۳ ]     |
| ایندیپندنت      | [ ۱۹ ]     |
| لاین آو بست فیت | ۷/۱۰       |
| رولینگ استون    | [ ۱۷ ]     |
| پیچفورک         | ۷٫۲/۱۰     |
| اسلنت مگزین     | [ ۴۶ ]     |
| تایمز           | [ ۴۷ ]     |

درخشش ابدی در وبگاه نقد و بررسی متاکریتیک که نمره‌بندی همپایه‌شدهٔ برآمده از نشریات معتبر را به آلبوم اختصاص می‌دهد، بر اساس نظر ۱۸ منتقد نمرهٔ ۸۳ از ۱۰۰ را کسب کرد که نشان‌دهندهٔ «تحسین همگانی» است.
در میان نقدهای ستایش‌آمیز، منتقد رولینگ استون این آلبوم را با ذکر «برخی از صادقانه‌ترین و مبتکرانه‌ترین موسیقی در حرفهٔ او» تحسین کرد و آن را اثری عنوان کرد که به زودی ماندگار خواهد شد. منتقدان ان‌ام‌ئی، آل‌میوزیک، گاردین، و نیویورک تایمز همگی آن را یکی از آلبوم‌های قوی‌تر و پیچیده‌تر گرانده نامیدند و به میزان پیشرفت مشاهده شده در موضوع مورد بحث آن تأکید کردند. همچنین گاردین آلبوم را اثر تیزبینِ «پس از طلاق» توصیف کرد.
منتقدان ورایتی و کانسیکوئنس بر آوازهای ساده و خویشتن‌دارانه گرانده تأکید کردند. این دو بر این باور بودند که آلبوم به جای نمایش گستره صوتی وکال او، بر بافت متمرکز شده‌است. به گفتهٔ نیویورک تایمز، درخشش ابدی یکی از آلبوم‌های «از لحاظ بافتی استوار» گرانده است. در مقابل، ایندیپندنت بر این باورد بود که لحن آواز مذکور نسبتاً عامیانه بوده‌است.
در تعداد بیشتری نقدهای میانه‌رو، دیلی تلگراف و لاین آو بست فیت آن را آلبومی در ظاهر خوب ولی بدون کیفیت مناسب البته با چند قطعهٔ دلسردکننده و اشعار ساده توصیف کردند. کانسیکوئنس همچنین نبود تمرکز مفهومی در اشعار را مشاهده کرد، اگرچه معتقد بود که هدف گرانده از آلبوم همین بود. اسلنت مگزین با دیلی تلگراف در انتقاد از درخشش ابدی بابت نپرداختن به سبک‌های موسیقی مرسوم گرانده موافق بود. منتقد د آرتس دسک نیز دیدگاه‌های مشابهی را بیان کرد. او احساس می‌کرد که برخی از ترانه‌ها بی‌موضوع بودند و کسانی که طرفدار نیستند را تحت تأثیر قرار نمی‌دهند، با وجود اینکه آلبوم منسجم است و لحظات قوی خود را دارد.
چندین منتقد با تأکید بر تأثیر سبک مارتین بر درخشش ابدی، تهیه‌کنندگی او را ستایش کردند.

## عملکرد تجاری
درخشش ابدی در روز انتشار، ۵۸٫۱ میلیون استریم در اسپاتیفای جهانی به دست آورد و رکورد بیشترین استریم یک روزه برای یک آلبوم در سال ۲۰۲۴ را شکست. همهٔ ۱۲ قطعهٔ واجد شرایط ورود به جدول، به‌طور هم‌زمان در جدول‌های ۲۰۰ آهنگ جهانی بیلبورد و Global Excl ایالات متحده ظاهر شدند.
درخشش ابدی با فروش ۲۲۷٬۰۰۰ واحد معادل آلبوم، شامل ۱۹۴٫۹۲ میلیون استریم درخواستی و ۷۷٬۰۰۰ نسخه در هفته نخست، در رتبه یکم جدول بیلبورد ۲۰۰ ایالات متحده قرار گرفت. این آلبوم ششمین آلبوم شماره یک گرانده در ایالات متحده بود.

## فهرست قطعه‌ها
| فهرست قطعه‌های درخشش ابدی | فهرست قطعه‌های درخشش ابدی               | فهرست قطعه‌های درخشش ابدی | فهرست قطعه‌های درخشش ابدی               | فهرست قطعه‌های درخشش ابدی           | فهرست قطعه‌های درخشش ابدی |
| شماره                    | نام                                    | سراینده                  | آهنگساز                                | تهیه‌کننده(ها)                      | مدت                      |
| ------------------------ | -------------------------------------- | ------------------------ | -------------------------------------- | ---------------------------------- | ------------------------ |
| ۱.                       | «معرفی (پایان جهان)»                   | آریانا گرانده            | گرانده شینتارو یاسودا نیک لی آرون چونگ | گرانده یاسودا لی آرون پاریس        | ۱:۳۲                     |
| ۲.                       | «خدافظ»                                | گرانده                   | گرانده مکس مارتین ایلیا سلمان‌زاده      | گرانده مارتین ایلیا سلمان‌زاده      | ۲:۴۴                     |
| ۳.                       | «نمی‌خوام دوباره به‌هم بزنم»             | گرانده                   | گرانده مارتین ایلیا                    | گرانده مارتین ایلیا                | ۲:۵۴                     |
| ۴.                       | «میان‌پرده زحل بازمی‌گردد»               | گرانده دایانا گارلند     | گرانده مارتین ایلیا                    | گرانده مارتین ایلیا ویل لوفتیس     | ۰:۴۲                     |
| ۵.                       | «درخشش ابدی»                           | گرانده                   | گرانده مارتین یاسودا دیوید پارک        | گرانده مارتین ایلیا یاسودا دیویدور | ۳:۳۰                     |
| ۶.                       | «فراطبیعی»                             | گرانده                   | گرانده مارتین اسکار گورس               | گرانده مارتین گورس                 | ۲:۴۳                     |
| ۷.                       | «داستان حقیقی»                         | گرانده                   | گرانده مارتین                          | گرانده مارتین ایلیا                | ۲:۴۳                     |
| ۸.                       | «این پسر مال منه»                      | گرانده                   | گرانده مارتین یاسودا پارک              | گرانده مارتین ایلیا یاسودا دیویدور | ۲:۵۳                     |
| ۹.                       | «آره، و؟»                              | گرانده                   | گرانده مارتین ایلیا                    | گرانده مارتین ایلیا                | ۳:۳۴                     |
| ۱۰.                      | «نمی‌تونیم دوست باشیم (منتظر عشقت باش)» | گرانده                   | گرانده مارتین ایلیا                    | گرانده مارتین ایلیا                | ۳:۴۸                     |
| ۱۱.                      | «کاش ازت متنفر بودم»                   | گرانده                   | گرانده ایلیا                           | گرانده ایلیا                       | ۲:۳۳                     |
| ۱۲.                      | «ناقص برای تو»                         | گرانده                   | گرانده مارتین ایلیا پیتر کام           | گرانده مارتین ایلیا                | ۳:۰۲                     |
| ۱۳.                      | «چیزهای پیش‌پاافتاده» (با حضور نونا)    | گرانده مارجوری گرانده    | گرانده لی لوکا کلوزر                   | گرانده لی مارتین کلوزر             | ۲:۴۸                     |
| مجموع مدت:               | مجموع مدت:                             | مجموع مدت:               | مجموع مدت:                             | مجموع مدت:                         | ۳۵:۲۶                    |